# Імалкинське сільське поселення
Іма́лкинське сільське поселення (рос. Ималкинское сельское поселение) — сільське поселення у складі Ононського району Забайкальського краю Росії.
Адміністративний центр — село Красна Імалка.

## Історія
Станом на 2002 рік існували Красноімалкинське сільська адміністрація (село Красна Імалка) та Усть-Імалкинська сільська адміністрація (село Усть-Імалка).

## Населення
Населення сільського поселення становить 465 осіб (2019; 689 у 2010, 1196 у 2002).

## Склад
До складу сільського поселення входять:
| Населений пункт     | Населення, осіб (2002) | Населення, осіб (2010) |
| ------------------- | ---------------------- | ---------------------- |
| Красна Імалка, село | 824                    | 530                    |
| Усть-Імалка, село   | 372                    | 159                    |